# Christopher Tin
Christopher Chiyan Tin (Redwood City, 21 mei 1976) is een Amerikaanse componist van partituren voor concertmuziek, film en computerspellen. Zijn werk is voornamelijk orkestraal en koor, vaak met invloed van wereldmuziek. Hij heeft twee Grammy Awards gewonnen voor zijn klassieke cross-overalbum Calling All Dawns.

## Beschrijving
Tin is vooral bekend om zijn koorstuk Baba Yetu uit het computerspel Civilization IV, dat in 2011 het eerste stuk computerspelmuziek ooit werd dat een Grammy Award won. Zijn Grammy-prijs werd beschouwd als een belangrijke mijlpaal voor de kritische acceptatie van muziek uit computerspellen als een legitieme kunstvorm, en na zijn prijsuitreiking gaf de Recording Academy hun visuele mediacategorieën een nieuwe titel om meer soundtracks van computerspellen te omvatten.
Tin keerde terug naar de Civilization-franchise om het hoofdthema te componeren voor Civilization VI, een koorlied genaamd "Sogno di Volare" (De droom van het vliegen) met tekst gebaseerd op een pseudepigrafische aanhaling uit een documentaireserie over onder andere Leonardo da Vinci, The Saga of Western Man. Tin legde in een interview uit dat hij hoopte dat het stuk de 'essentie van verkenning zou bevatten; zowel de fysieke verkenning van het zoeken naar nieuwe landen, maar ook de mentale verkenning van het verleggen van de grenzen van wetenschap en filosofie'. Het stuk werd opgevoerd tijdens een concert op 19 juli 2016 in de Cadogan Hall in Londen, onder leiding van de componist zelf, en uitgevoerd door het Royal Philharmonic Orchestra, Angel City Chorale, Lucis en Prima Vocal Ensemble gecombineerde koren.